# Le Torp-Mesnil

Le Torp-Mesnil este o comună în departamentul Seine-Maritime, Franța. În 1 ianuarie 2022 avea o populație de 454 de locuitori.